# Grijalva
Il Grijalva è un fiume del Messico meridionale, tributario della baia di Campeche.
Con una lunghezza di circa 600 km, sorge a 4.026 m, sul vulcano Tacaná, nelle montagne del Chiapas e scorre attraverso lo Stato di Tabasco, prima di raggiungere la baia di Campeche. Deve il suo nome a Juan de Grijalva che esplorò questa regione nel 1518.
Nonostante la sua importanza come bacino idrografico, nelle parti corrispondenti al Canyon del Sumidero il fiume è inquinato da numerosi rifiuti urbani galleggianti, soprattutto recipienti di plastica. La fauna, assai interessante, comprende esemplari di coccodrilli, aironi e scimmie urlatrici.